# Dan Lemmon
Daniel „Dan“ Lemmon ist ein Filmtechniker, der sich auf visuelle Effekte spezialisiert hat.

## Leben
Lemmon machte schon früh Erfahrungen mit Hollywood-Blockbustern wie Titanic oder den Herr der Ringe Filmen. Sein Durchbruch gelang ihm erst im Jahr 2011 mit Planet der Affen: Prevolution, für den er erstmals auch selbst für den Oscar nominiert wurde. 

## Filmografie (Auswahl)
- 1997: Das fünfte Element (The Fifth Element)
- 1997: Titanic
- 1999: Fight Club
- 2000: Supernova
- 2000: Der Grinch (How the Grinch Stole Christmas)
- 2001: Der Herr der Ringe: Die Gefährten (The Lord of the Rings: The Fellowship of the Ring)
- 2001: A Beautiful Mind – Genie und Wahnsinn (A Beautiful Mind)
- 2002: Wir waren Helden (We Were Soldiers)
- 2002: Der Herr der Ringe: Die zwei Türme (The Lord of the Rings: The Two Towers)
- 2003: Der Herr der Ringe: Die Rückkehr des Königs (The Lord of the Rings: The Return of the King)
- 2004: Van Helsing
- 2004: I, Robot
- 2005: King Kong
- 2007: Brücke nach Terabithia (Bridge to Terabithia)
- 2007: 30 Days of Night
- 2007: Verwünscht (Enchanted)
- 2008: Jumper
- 2009: Avatar – Aufbruch nach Pandora (Avatar)
- 2011: Planet der Affen: Prevolution (Rise of the Planet of the Apes)
- 2013: Man of Steel
- 2014: Planet der Affen: Revolution (Dawn of the Planet of the Apes)
- 2016: The Jungle Book

## Auszeichnungen (Auswahl)
- 2012: BAFTA Award: Nominierung in der Kategorie Beste visuelle Effekte für Planet der Affen: Prevolution
- 2012: Oscar: Nominierung in der Kategorie Beste visuelle Effekte für Planet der Affen: Prevolution
- 2012: Saturn Award: Auszeichnung in der Kategorie Saturn Award für die besten Spezialeffekte für Planet der Affen: Prevolution
- 2015: BAFTA Award: Nominierung in der Kategorie Beste visuelle Effekte für Planet der Affen: Revolution
- 2015: Oscar: Nominierung in der Kategorie Beste visuelle Effekte für Planet der Affen: Revolution
- 2017: BAFTA Award: Nominierung in der Kategorie Beste visuelle Effekte für The Jungle Book
- 2017: Oscar: Auszeichnung in der Kategorie Beste visuelle Effekte für The Jungle Book
- 2018: BAFTA Award: Nominierung in der Kategorie Beste visuelle Effekte für Planet der Affen: Survival
- 2018: Oscar: Nominierung in der Kategorie Beste visuelle Effekte für Planet der Affen: Survival
- 2023: BAFTA Award: Nominierung in der Kategorie Beste visuelle Effekte für The Batman
- 2023: Oscar: Nominierung in der Kategorie Beste visuelle Effekte für The Batman